# Преспа (област)
Вижте пояснителната страница за други значения на Преспа.
Преспа (изписване до 1945 година: Прѣспа) е историко-географска област, разделена между Северна Македония, Гърция и Албания.
В географско отношение Преспа представлява голяма котловина, в чийто център са разположени двете Преспански езера – Голямото и Малкото. От север котловината е обградена от планината Бигла, от запад от Галичица, от юг от Суха гора и от изток от Баба. Северната част на областта, разположена днес в Северна Македония се нарича Горна Преспа и обхваща по-голямата част от територията на Община Ресен. Южната - Долна Преспа е разделена на Мала Преспа, на чиято територия е албанската Община Пустец и Голема Преспа, на чиято територия е разположен гръцкият Дем Преспа и южната част от община Ресен в Северна Македония със селата Долно Дупени, Наколец, Брайчино, Любойно, Щърбово, Крани, Сливница, Претор, Курбиново, Асамати, Райца и Грънчари.
За областта Преспа пише известният български писател Димитър Талев в своите три тома „Преспанските камбани“, „Железният светилник“ и „Илинден“.